# Guvernoratul Tafilah
Tafilah (arabă: محافظة الطفيلة) este unul dintre guvernoratele Iordaniei și se află la 180 km sud-vest de capitala statului, Amman. Capitala acestui guvernorat este orașul Tafilah.
Guvernoratul Tafilah se învecinează cu Guvernoratul Karak la nord, Guvernoratul Ma'an la est și la sud, Guvernoratul Aqaba la sud și cu Israel la vest. Suprafața acestei provincii constituie 2,5% din suprafața Regatului Hașemit al Iordaniei. Este împărțită în trei districte. Populația din 2005 era de aproximativ 82.000 de locuitori (adică 1,6% din populația Iordaniei în 2005) care locuia în 32 de orașe și sate din guvernorat (ceea ce îl face cel mai puțin populat guvernorat al Iordaniei).

## Istoric

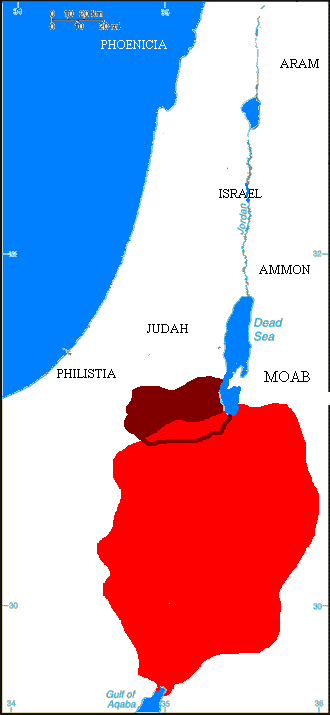
Regatul edomit la apogeu (în roșu), c. 600 î.Hr. cu Idumaea din epoca clasică în roșu închis

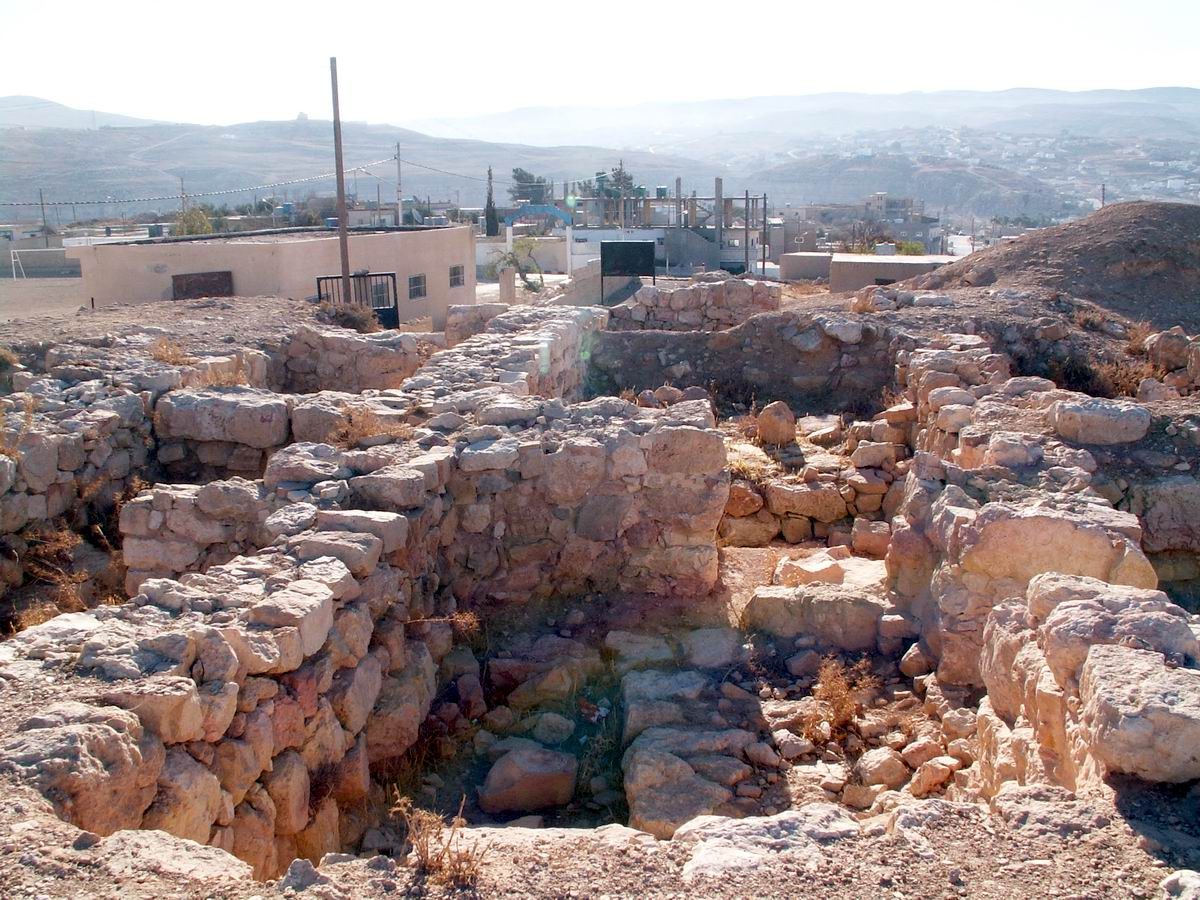
Ruinele Busaira (astăzi Bozrah), capitala Edomului

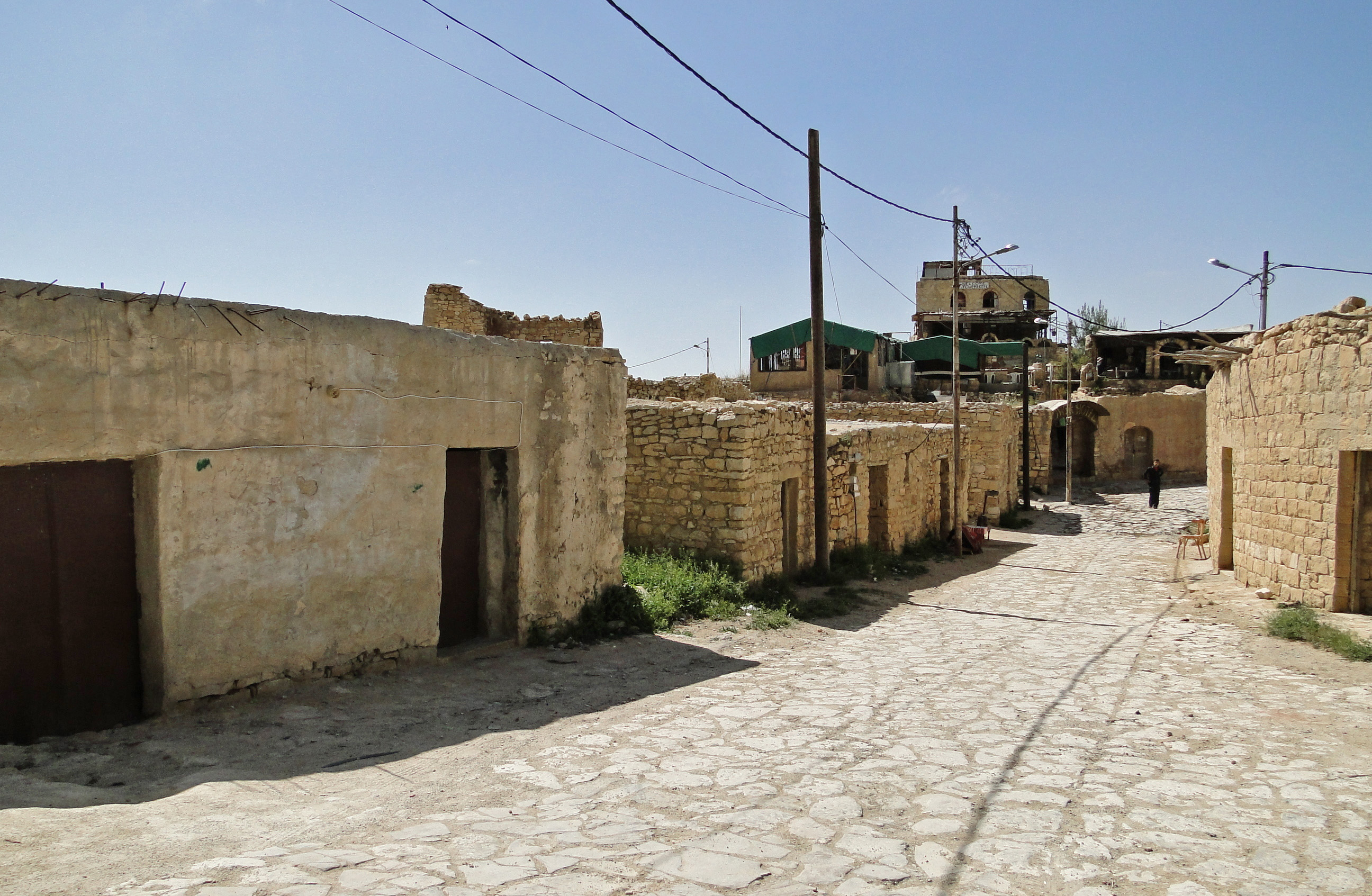
Dana, strada satului

Ca și în alte părți ale Levantului, semne de locuire în guvernoratul Tafilah au fost găsite datând din perioada paleolitică. 
În 1984, o echipă de arheologi de la Universitatea din Arizona a descoperit unelte de piatră estimate la 90.000 de ani în peșterile din Ain Defla și Hessa. Deși nu au putut fi găsite rămășițe umane datând din acea epocă, descoperirile instrumentelor preistorice au furnizat oamenilor de știință multe informații despre etapele civilizației umane din Levant.
Guvernoratul Tafilah a fost locuit de Edomiți din secolul al XI-lea î.Hr. Întreaga zonă acoperită de Guvernoratul Tafilah a fost fortăreața edomiților cu capitala în orașul Busairah. Valea cunoscută sub numele de Wadi al-Hasa (vechiul Zered) a format granița dintre Edom și regatul vecin al Moabului, și încă formează granița dintre Tafilah și Guvernoratul Karak, în timp ce ea însăși aparține administrativ guvernoratului Karak. Aproape toate orașele din guvernoratul Tafilah datează din perioada edomită, capitala Tafilah deținea numele edomit de Tophel.
Edom adesea s-au aliat cu Moab și Amon până la căderea lor în Imperiul Roman. Regiunea a fost condusă mai târziu de Gassanizi, sub autoritatea bizantină.
Apoi a trăit sub dominația musulmană, cu excepția unei scurte perioade în timpul  cruciadelor.
În timpul revoltei arabe, regiunea a fost capturată de la otomanii de către forțele arabe în Bătălia de la Tafileh datorită unei „isprăvi geniale de arme”. Forțele arabe au organizat un atac în trei direcții: unul asupra Stației Jurf al-Darwish la est de Tafileh condusă de Șerif Nasir, una spre Shoubak de Șerif Abdul Mayin și una până la Wadi Araba de Șerif Mastur. La 25 ianuarie 1918, forțele conduse de T. E. Lawrence, Jaafar Pașa, și Prințul Zeid bin Hussein au respins un contraatac de 1000 de soldați turci conduși de Hamid Fakhri Pașa, în încercarea de a recuceri Tafilah. Doar 50 de turci au supraviețuit retragerii, în timp ce 250 au fost luați prizonieri.